# 천체분광학

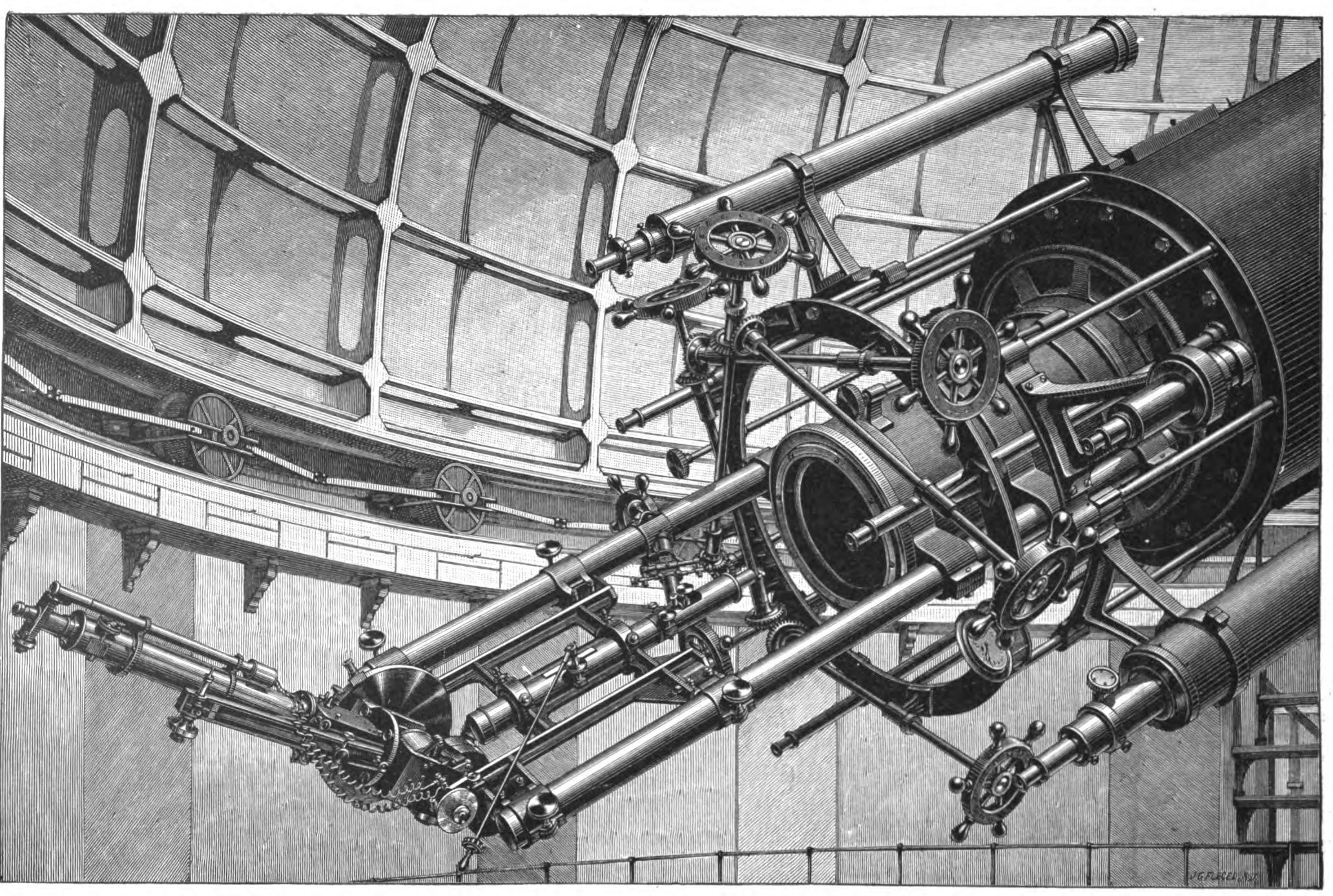
1898년의 릭 천문대의 항성 분광기

천체분광학(Astronomical spectroscopy)은 별과 다른 천체에서 방출되는 가시광선, 자외선, X선, 적외선 및 전파를 포함하는 전자기 복사의 스펙트럼을 측정하기 위해 분광학 기술을 사용하는 천문학 연구이다. 항성 스펙트럼은 화학적 조성, 온도, 밀도, 질량, 거리 및 광도와 같은 별의 많은 특성을 나타낼 수 있다. 분광법은 도플러 이동을 측정하여 관찰자를 향하거나 관찰자로부터 멀어지는 움직임의 속도를 보여줄 수 있다. 분광학은 또한 행성, 성운, 은하 및 활성 은하 핵과 같은 많은 다른 유형의 천체의 물리적 특성을 연구하는 데 사용된다.

## 같이 보기
- 방출 스펙트럼
- 라이먼-알파 숲
- 측광학 (천문학)
- 프리즘
- 분광기